# رياضيات ابتدائية

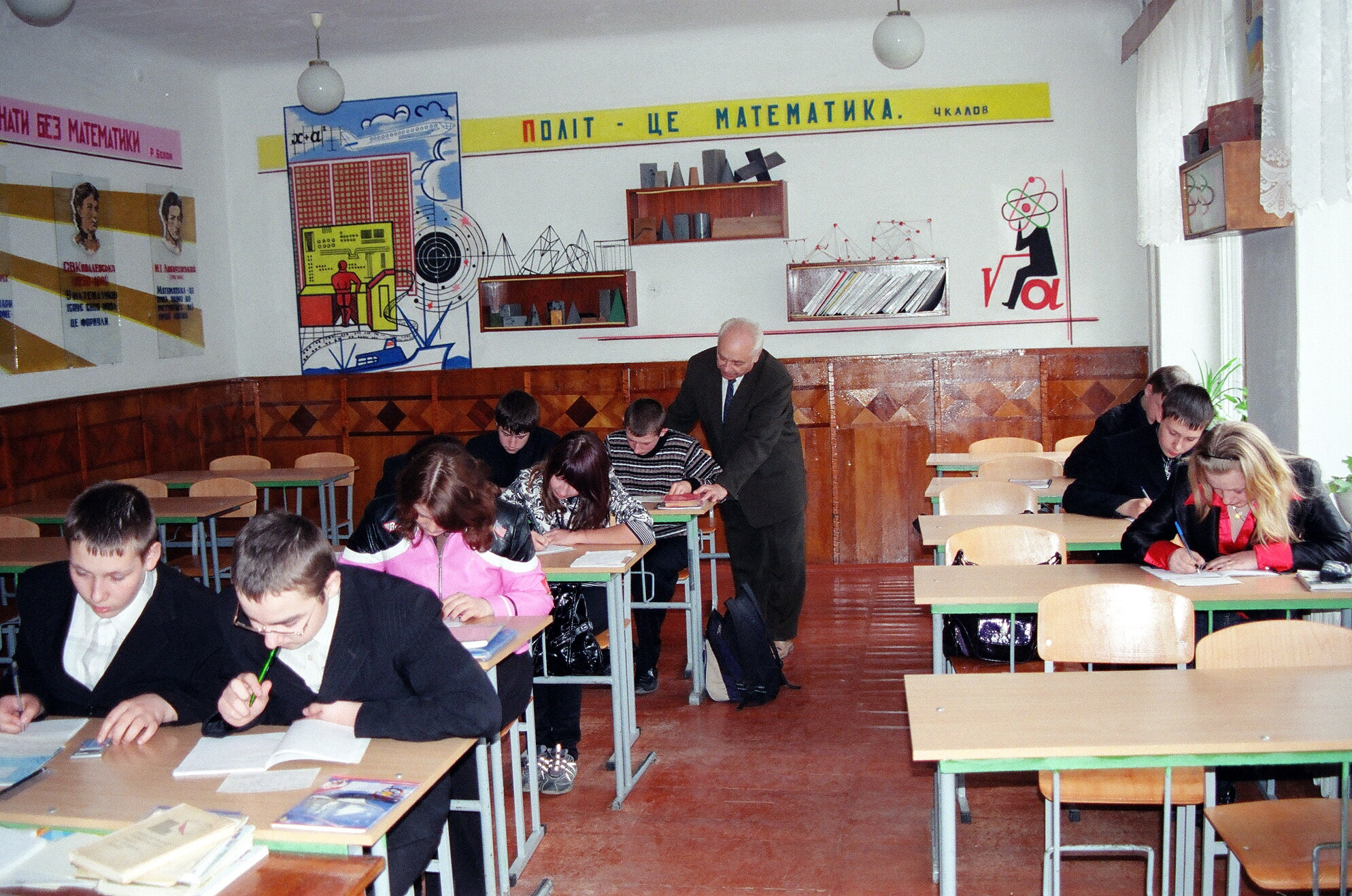
رياضيات ابتدائية

الرياضيات الابتدائية من مواضيع الرياضيات التي يتم تعليمها في مدارس التعليم الابتدائي والتعليم الإعدادي والتعليم الثانوي. أبسط أشكالها هو الحساب والهندسة الرياضية.
المستوى الثاني هو دراسة الاحتمال والإحصاء، ثم الجبر، ثم حساب المثلثات.